# Matrikas

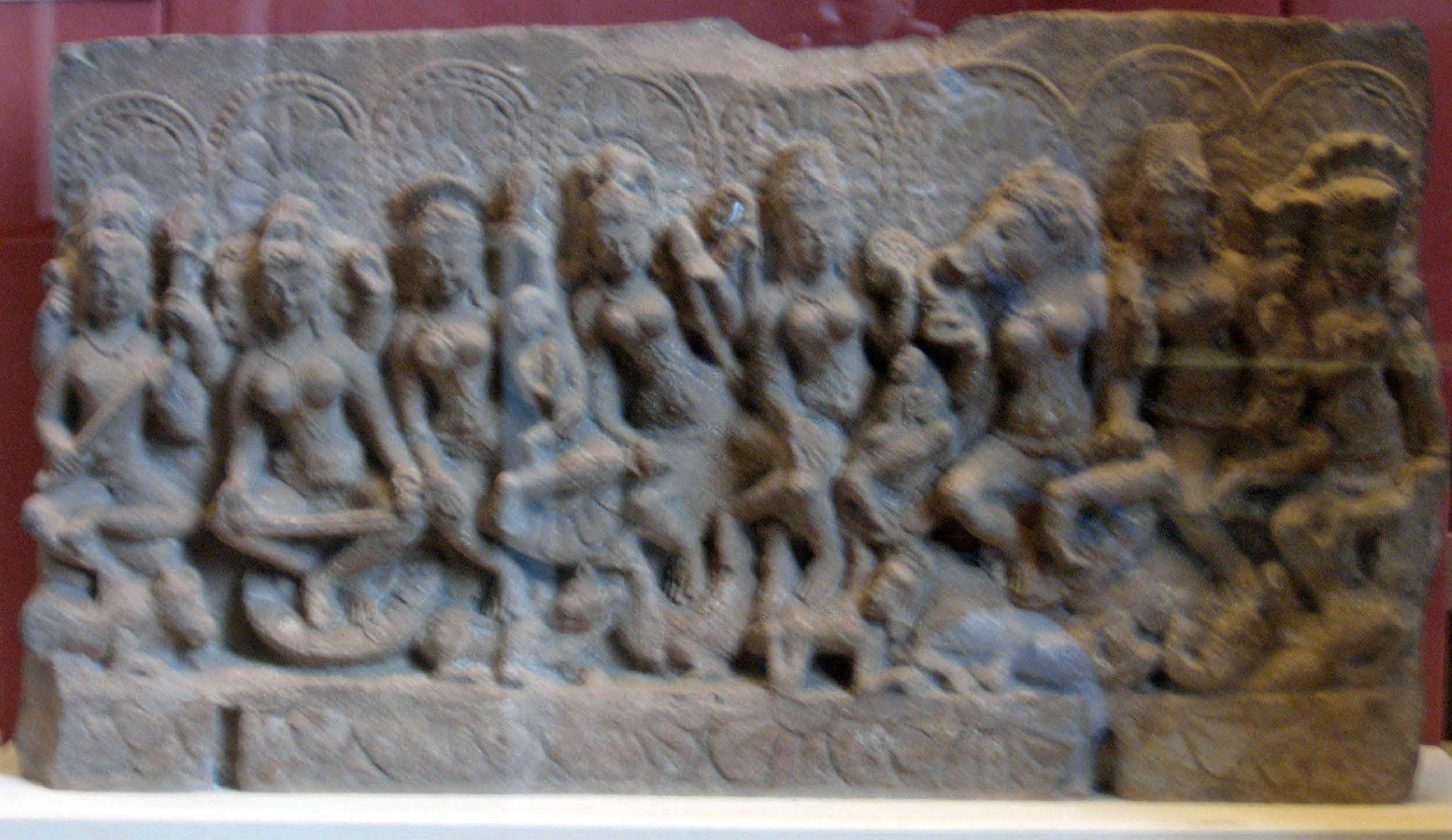
Matrikas de Asia Central, ubicada en el museo Británico. Data del a.c. De izquierda a derecha Brahmani de cuatro cabezas con un ganso a sus pies, Maheshvari con un toro a sus pies, Kaumari con un pavo real, Vaishnavi con un Garuda, Varahi con cara de jabalí, Indrani con un elefante, Chamunda demacrada coronada por serpientes. Cada Matrika lleva un niño.

Las Matrikas (‘madres’ en sánscrito) son un grupo de diosas hinduistas que siempre aparecen representadas juntas.

## Nombre
En distintas escrituras más o menos antiguas, reciben tres nombres sinónimos más comunes:
- Matrikas: मातृका (mātṝkā)
- Mataras: मातरः (mātaraḥ)
- Matris: मातृ (mātṛ)

### Etimología
- mātṛí', en el sistema AITS (alfabeto internacional para la transliteración del sánscrito).
- मातृ, en escritura devanagari del sánscrito.
- Pronunciación: /matrí/.[1]
- Etimología: la derivación desde la raíz sánscrita mā es muy dudosa.[1]

### Varias definiciones
- matrí: una madre, cualquier madre (aplicable a animales), en el Rig-veda (el texto más antiguo de la India, de mediados del II milenio a. C.).
  - kuntī-matrí (‘que tiene a Kuntí como madre’); en el Majábharata (texto épico-religioso del siglo III a. C.).
- matrau (caso plural dual): ‘las dos madres’ (el padre y la madre), en el Rig-veda, 3, 3, 33; y 7, 2, 5 (también como mātárāpitárā (‘madrepadre’), en 4, 6, 7, y pitárāmātárā (‘padremadre’) en Panini 6, 3, 33, y en caso dual mātarapitarau (‘las dos madrepadres’).
- matrí: la tierra, en el Rig-veda
- matrau (‘las dos madres’: el cielo y la tierra), en el Rig-veda
  - lokasia-matrí: una vaca; en el Majábharata
- matrí (‘las madres’) o dui-matrí (‘las dos madres’), las dos piezas de madera que se utilizaban para encender el fuego; en el Rig-veda.
- matrí (‘las madres’), las aguas (los ríos); en el Rig-veda.
  - saptam-matrí (‘las siete madres’), los siete ríos sagrados de la India; en el Naigantuka, comentado por Iaská.
- matrí (‘las madres’), las ocho clases de ancestras femeninas: madres, abuelas, bisabuelas, tías paternas y maternas; según el Samskara-kaustubha (‘la joya de los sacramentos’).
  - la palabra ‘madre’ se aplica a cualquier otra pariente femenina, y en el lenguaje familiar se aplica a cualquier mujer mayor en general).
- Matrí, nombre de la diosa Laksmí; según Bhartri Jari.
- Matrí, nombre de la diosa Durgá; según lexicógrafos.
- Matrí, nombre de la diosa Daksaianí en algunos lugares de la India.
- matrí: nombre de la planta Citrullus colocynthis (conocida como alcama, alcoma, alhandal, alhondal, calabacilla salvaje, colocíntida, coloquíntida, hiel de la tierra, manzana amarga, manzana de Adán, tuera, tuera amarilla, tuera oficinal, tuera rayada o tuero)
- matrí: nombre de la planta Salvinia cucullata
- matrí: nombre de la planta Nardostachys jatamansi
- matrí: nombre de la planta Sphaeranthus índicus
- matrí: aire, espacio
- matrí: la piedra inferior de un molino

### Cognados
De la palabra indoeuropea meH₂tér (‘madre’) surgieron las actuales palabras:
- μάτηρ (máter) o μήτηρ (méter) en griego
- mater en latín
- mati en eslavo
- mote en lituano
- muotar en germano
- mutter en alemán
- mother (/máder/) en inglés

## Distinta numeración de las matrikas
Al principio (en el Majábharata y otros) solo siete matrís criaron a Skanda:
1. Brahmí o Brahmaní
2. Majésuarí
3. Kaumarí
4. Vaisnaví
5. Varají
6. Indrani o Aindrí o Majendrí
7. Chamunda

En cambio en la literatura posterior ―como el Chatur-varga-chintámani de Jemadri― su número creció hasta ser innumerables matrís.
En el Ramaiana existe otra lista de ocho matrís:
1. Brahmí
2. Majésuari
3. Kaumarí
4. Vaisnaví
5. Varají
6. Raudrí
7. Charma-Mudrá
8. Kāla-saṃkarṣiṇī

Lista de 9 matrís:
1. Brahmāṇī
2. Vaiṣṇavī
3. Raudrī
4. Vārāhī
5. Nārasiṃhikā
6. Kaumārī
7. Māhendrī
8. Cāmuṇḍā
9. Caṇḍikā

Lista de 16 matrís:
1. Gaurī
2. Padmā
3. Śacī
4. Medhā
5. Sāvitrī
6. Vijayā
7. Jayā
8. Deva-senā
9. Sva-dhā
10. Svāhā
11. Śānti
12. Puṣṭi
13. Dhṛti
14. Tuṣṭi
15. Ātma-devatā
16. Kula-devatā